# Sistema Automàtic d'Informació Hidrològica

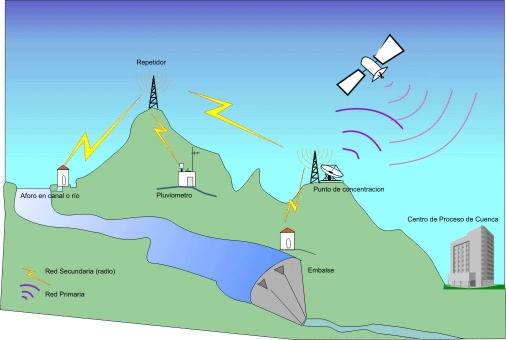
Esquema de comunicacions del SAIH.

El Sistema Automàtic d'Informació Hidrològica ( SAIH ) constitueix una xarxa de recollida de dades de precipitació i de control de cabals circulants (nivells en embassaments, lleres i canals, posicions de comportes, etc.). El primer SAIH que es va construir a Espanya va ser el de la Confederació Hidrogràfica del Xúquer que està en funcionament des de finals de 1984 després del desastre de l'embassament de Tous.
A la complexa xarxa que conforma un SAIH les dades captades pels diferents sensors es registren en els anomenats punts de control que transmeten la seva informació via ràdio i via satèl·lit al Centre de Procés de Conca. Es denomina així la sala de control del SAIH on se centralitzen les tasques de gestió i manteniment de la informació rebuda i que normalment se situen a la seu de la Confederació corresponent.

## Ressenya històrica
Les inundacions constitueixen el risc natural de més impacte mundial, el que origina més pèrdues de vides i béns que qualsevol altre desastre natural. En el cas mediterrani, aquest fet és particularment important, atès el caràcter sobtat de les crescudes i la creixent ocupació humana de vegues i riberes fluvials.
Els quantiosos costos humans, econòmics i socials que comporten les crescudes obliguen a incorporar mesures eficaces de previsió, predicció i control de les avingudes. No obstant això, aquesta tasca no resulta de cap manera senzilla. Dues qüestions capitalitzen la problemàtica: d'una banda la resposta ràpida de les conques i, en conseqüència, un temps molt curt per avisar la població exposada al risc, i de l'altra, l'escassa disponibilitat d'informació hidrològica en els moments clau.
En efecte, les fonts hidrològiques tradicionals prenen les dades cada 24 hores, fet que emmascara i desvirtua les característiques de les sobtades avingudes mediterrànies. Davant d'aquesta situació, s'imposa la implantació de sistemes d'informació que permetin disposar de les dades en temps real, o fins i tot preveure, mitjançant models de simulació convenientment contrastats, el comportament futur de les conques.

## Els orígens
Arran del revulsiu que van suposar les inundacions d'octubre-novembre de 1982 al litoral mediterrani, i un any després a la franja cantàbrica, els poders públics espanyols van començar a revisar i dissenyar nous programes de prevenció. De les noves accions que es van posar en marxa, cal destacar les referides a la vigilància meteorològica i a la informació hidrològica per part de les autoritats.
Pel que fa a la previsió hidrològica, l'acció es va centrar en el Projecte del Sistema Automàtic d'Informació Hidrològica (SAIH), desenvolupat a escala nacional en el marc del Programa de Seguretat i Explotació de Preses . Aquest projecte, inserit en el context d'un Pla Nacional, va començar a executar-se a la Confederació Hidrogràfica del Xúquer, per considerar-se la més problemàtica i la que requeria amb més urgència la seva implantació.
A part de l'aplicació d'aquesta tecnologia per mitigar els problemes esmentats, el SAIH compleix avui dia una funció informativa molt destacada per a la correcta avaluació i la gestió dels recursos hídrics.